# Saint-Loup-aux-Bois
Pour les articles homonymes, voir Saint-Loup et Saint-Loup-des-Bois.
Saint-Loup-aux-Bois est une ancienne commune française, située dans le département des Ardennes en région Grand Est. Elle devient Saint-Loup-Terrier à la suite de la fusion avec la commune voisine Terrier en 1828.

## Géographie
La commune comprenait le hameau de Le Terme, vers la commune de Terrier.

## Toponymie
Saint-Loup est un hagiotoponyme qui fait référence à Loup de Troyes.
Jadis le village était dans en pleine forêt Ardennaise qui lui a donné son déterminant locatif « au-Bois ».

## Histoire
La Statistique  des élections de Reims, Rethel et Sainte-Ménehould dressée en 1657 par le sieur Terruel en vue du projet de cadastre général de la généralité de Chalons, ensuite du projet du maréchal de Fabert indique : 
- « Saint Loup aux Bois, au seigneur de Bricquemault.— Autrefois halle à marché, 45 hab. et 17 charrues. — Terr. 366 arp. méd., dont 65 aux hab. — Prés 54, dont 8 aux hab. — Bois 200 au seigneur. — Usances 6. — Charrues 3 et 1/2, 3 au seigneur tenues par ses mains. — Mén. 24 dont 5 hommes servant le roy, 9 valets au seigneur et 8 veuves. — Rien aux ennemis par impuissance. — Doivent de 14, 2 au seigneur et à l'église, outre 5 quartels et 3 chapons, — Taille 1044 livres — (en 1657) 490 l. »
- « Cherpette, la Nau d'Huy et Clicquette. — Autrefois 14 hab. et 2 charrues. — Terr. méd. 158 arp. et autant vain, 15 aux hab. — Prés 5 aux seigneurs voisins. — Une charrue. — Mén. 3 et 2 demi. — Ont sept maisons brûlées. — Rien aux ennemis. — Taille 78 livres. —  (en 1657) 39 l. »
- « Manimont, cense, fief au sr. d'Auger. — Terr. méd. 56 arp. — Prés 36. — Bois 40 au seigneur. — Une charrue au censier et une au seigneur tenue par ses mains. — Un mén. — Payent au Hainaut 201 livres. — Taille 26 l. — (en 1657) 30 l. »

La paroisse de Saint-Loup eut une église protestante, depuis 1667, voire avant, jusqu'à la révocation de l'édit de Nantes. En 1682, trois ans avant la révocation de l'édit de Nantes, une statistique officielle de la Généralité de Châlons comptait cent protestants se rattachant à l'église de Saint-Loup-aux-Bois.
On connait trois des pasteurs de cette église :
- Philippe Jenoteau[3], en 1667 & 1668 ;
- Jean Gardien Givry[4], de 1669 à 1678 ;
- Daniel Fétizon, de 1678 à 1685.

Aux États généraux de 1789, sa représentation était :
- Pour le tiers-état : La communauté villageoise compte 50 feux et délègue 2 députés.
- Pour le clergé : «  M. Wargnier, curé de Saint-Loup-aux-Bois, Mammont[6] et Terrière[7] [représenté] par M. Lecourt, chanoine de l’Église de Reims. »
- Pour la noblesse : « Dame Antoinette-Gabriele-Angelique de Lecuier, dame d'Agnicourt[8] épouse séparée de biens de M. Nicolas-François-Marie du Bois d'Ecordal, seigneur de St-Loup-aux-Bois  »

En 1793, la commune a pour nom Saint-Loup et prend le nom de Saint-Loup-aux-Bois, en 1801.
La commune fusionne en 1828 avec Terrier, pour former la commune de Saint-Loup-Terrier. Elle devient le chef-lieu de la nouvelle commune.

## Politique et administration
| Période                                  | Période | Identité | Étiquette | Qualité |
| ---------------------------------------- | ------- | -------- | --------- | ------- |
| Les données manquantes sont à compléter. |         |          |           |         |
|                                          |         |          |           |         |

## Démographie
| 1793 | 1800 | 1806 | 1821 |
| ---- | ---- | ---- | ---- |
| 290  | 311  | 302  | 334  |

Histogramme

(élaboration graphique par Wikipédia)

## Personnalités liées à la commune
- Henri de Briquemault (1620-1692 ), fut le seigneur de Saint-Loup-aux-Bois. Il était membre du conseil des modérateurs de l'académie de Sedan, lieutenant-général de la cavalerie de la sérénité électorale de Brandebourg. Il figure parmi les bienfaiteurs des colonies protestantes qui se fixèrent dans ce pays après la révocation de l'édit de Nantes en 1685 [10].
- Louis de Monfrabeuf (1724-1792), ses parents s'y marièrent en 1723[11].